# Benito Juárez, Atlamajalcingo del Monte
Benito Juárez är en ort i Mexiko.   Den ligger i kommunen Atlamajalcingo del Monte och delstaten Guerrero, i den sydöstra delen av landet, 240 km söder om huvudstaden Mexico City. Benito Juárez ligger 2 147 meter över havet och antalet invånare är 178.
Terrängen runt Benito Juárez är kuperad västerut, men österut är den bergig. Runt Benito Juárez är det ganska glesbefolkat, med 43 invånare per kvadratkilometer. Närmaste större samhälle är Malinaltepec, 17,1 km sydväst om Benito Juárez. I omgivningarna runt Benito Juárez växer huvudsakligen savannskog.